# Ho imparato a sognare (Negrita)
Ho imparato a sognare è il quarto ed ultimo singolo estratto da XXX, il terzo album della rock band Negrita.
È incluso nella colonna sonora del film Tre uomini e una gamba.

## Tracce
1. Ho imparato a sognare – 4:13
2. Ehi! Negrita (live) – 3:48